# ソニーシティ

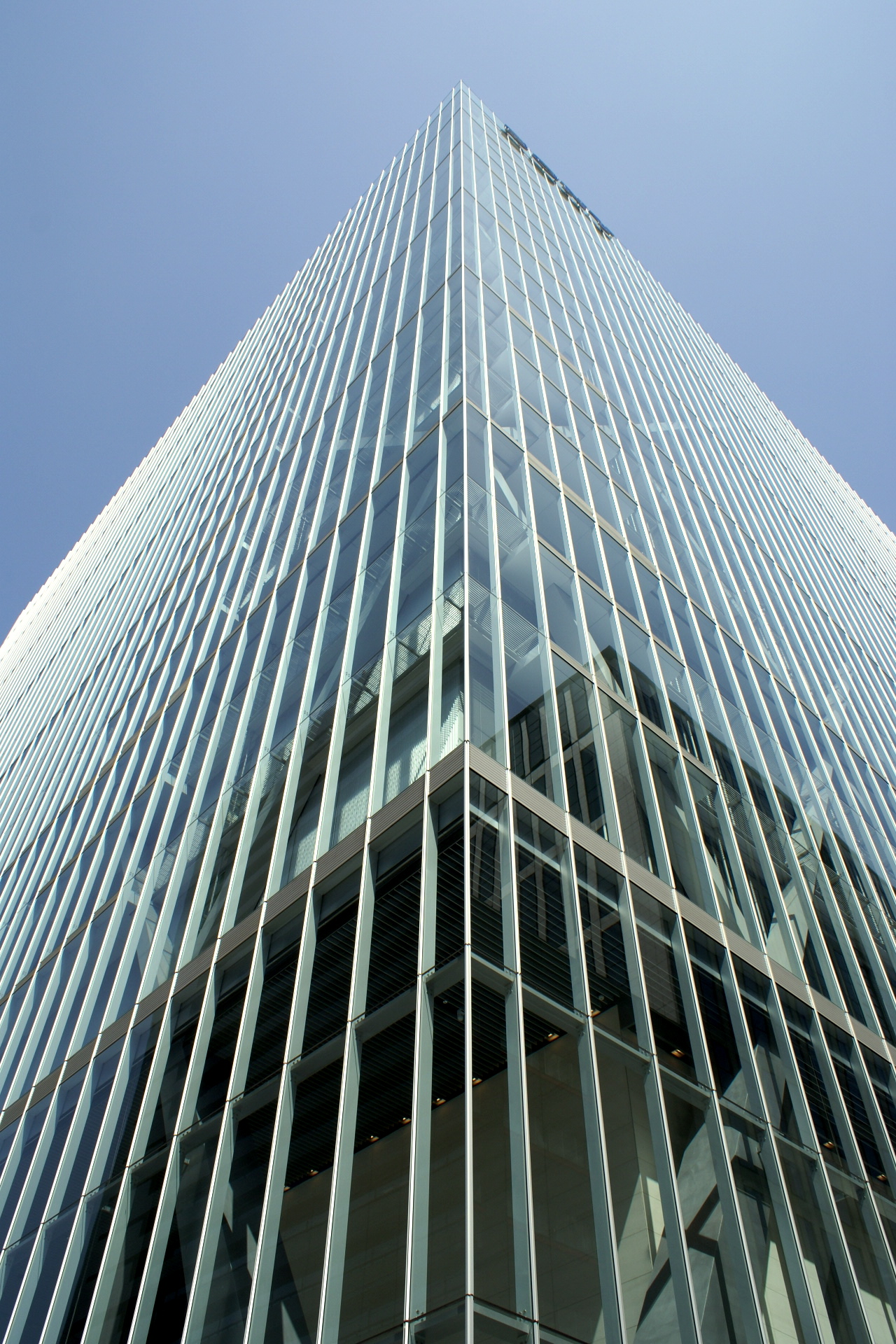
ソニーシティ（ソニー本社）

ソニーシティ（英語: Sony City）は、2006年に完成した東京都港区港南一丁目（品川駅前）に位置する高層ビルである。
ソニーグループの本社ビルとして、ソニー、ソニー・インタラクティブエンタテインメント、ソニーネットワークコミュニケーションズ、ソニーグローバルマニュファクチャリング&オペレーションズなどのソニーグループ企業が入居し、ソニー本社ビルとも称される。

## 概要
ソニーとソニー生命保険の共同プロジェクトとして、芝浦テクノロジーセンター跡地に建設した。当地は、1939年にヤナセが陸軍航空本部・海軍航空本部専属の特殊ボディ工場用地として、高浜町6番地のゴルフ場用地を取得して高浜工場を設立したことから始まる。1960年頃、ヤナセが芝浦本社の新社屋建設資金を調達するため、高浜工場の一部をソニーへ売却した。1967年にヤナセ高浜工場が横浜市港北区へ移転したのちに、1969年9月にソニーがオーディオ機器の生産拠点として芝浦工場を開設し、1989年8月に芝浦テクノロジーセンターへ名称を変更した。2004年8月に「（仮称）新芝浦開発プロジェクト」として新本社ビルの建設に着工し、2006年10月に竣工した。ソニーシティの完成により、数10か所に分散していたソニーグループのオフィスを集約した。
地上20階、地下2階建て、高さ99.4m、敷地面積18,165.30m2、建築面積8,995.45m2、延べ床面積162,887.57m2。
地下部に設置した積層ゴムアイソレータによる免震装置200基とオイルダンパー40基により、ほとんどの地震動を吸収し、外周に配した剛強な斜め格子フレーム構造を組み合わせ、高い耐震性能を実現した。外殻に主たる耐震要素を配したことで、東西100m×南北70mのロングスパンラーメン構造（柱スパン15m×25.5m）で1フロア面積約7,000m2を実現し、構造コアを分散して約5000m2のオフィスフロアを確保した。ビル内部の移動手段としてエレベーターの他にエスカレーターを導入し、商業施設のように数階分の移動を円滑にして移動時間の無駄を省いている。
建物外装の全周にダブルスキン構造を採用し、3フロアごとに設置した外気取入口と排出口から対流する空気の煙突効果で、内部を自然換気する。北面を除く3面にブラインドを内蔵し、日射量に応じて角度を自動調整する。
ほかにソニー関連の建物に、ソニービル、ソニーシティ大崎のNBF大崎ビル、ソニーシティみなとみらいの横浜グランゲートなどがある。

### 受賞
2007年度「グッドデザイン賞」受賞。第41回（2007年）SDA賞入賞。国土交通省第16回（平成19年度）国土交通大臣賞〈いきいき下水道賞〉受賞。2008年第9回日本免震構造協会賞「作品賞」受賞。グリーンITアワード2008「経済産業大臣賞」受賞。2009年第47回空気調和・衛生工学会賞「技術賞」（建設設備部門）受賞。2019年第19回空気調和・衛生工学会特別賞「十年賞」受賞。2011年東京都環境局「東京の低炭素ビルTOP30」選出。

### 環境配慮
当施設はソニーが工場、研究所、モノづくりなどで培った省エネのノウハウを活かし、様々な環境配慮を施した。CO2排出量は一般的なオフィスビルと比べて熱源システムのみで約70%、施設全体で約48%削減し、竣工した2006年10月から2008年3月までの1年半で1万1500トン削減した。
最大特長として、特別区道第242号線（幅員27.25m）を挟んで隣接する「東京都下水道局芝浦水再生センター」の下水処理水が持つ下水熱を利用し、温度差エネルギーをビルの空調用熱源に採用している。民間単独ビルで初の下水熱利用事例である。水再生センターからパイプで処理水を1日最大約6万m3引き込み、熱源機械室の熱交換器で熱回収してインバータターボ冷凍機（ヒートポンプ）の熱源として利用する。合計6,470m3の大容量水蓄熱槽に蓄熱し、冷水及び温水を室内空調に使用している。空調廃熱を処理水に吸収して水再生センターへ戻すことにより、熱源機器の冷却塔に使用する電力や上水の削減を実現して上水使用量を95%削減した。これは年間約22トンのCO2排出量削減に相当する。従来は大気中に全量放散していた空調廃熱64,000GJ/年を処理水に放熱することでヒートアイランド対策にも貢献している。

## アクセス
- JR品川駅港南口より徒歩5分

## 参考資料
- 『新建築』2007年4月号
- 「ソニーシティの空調システムの構築と運用」、ソニー株式会社（グリーンITアワード受賞者プレゼンテーション資料）
- 『PLANTEC GROUP NEWSLETTER 2013 vol.4』、プランテック総合計画事務所、1-4頁
- ソニーシティ、プランテック総合計画事務所